# Lanio leucothorax
Lanio leucothorax là một loài chim trong họ Thraupidae. Chúng được tìm thấy ở Costa Rica, Honduras, Nicaragua và Panama.